# Jermaine Dupri
Jermaine Dupri, eigenlijke naam Jermaine Dupri Mauldin (Asheville (North Carolina), 23 september 1972) is een Amerikaanse platenproducer en rapper.

## Biografie
Dupri werd door zijn vader (een manager van R&B-groepen) op jonge leeftijd vertrouwd gemaakt met de muziek-industrie. Als tiener was hij actief als breakdancer voor onder meer Diana Ross. Op zijn veertiende trad hij in de voetsporen van zijn vader, en werd hij de jongste producer in de muziekgeschiedenis. Dupri produceerde hits voor artiesten zoals TLC, Jay-Z en Ludacris. Tevens richtte hij zijn eigen label So So Def Records op.
Daarnaast ontwikkelde Dupri ook een eigen rap-carrière, hetgeen resulteerde in hits als Money Ain't A Thing (1998, met Jay-Z), Welcome To Atlanta (2001, with Ludacris) en Get Your Number (2005, van Mariah Carey)
Dupri werd in 2006 opgenomen in de Georgia Music Hall of Fame. Van 2002 tot 2009 had hij een relatie met Janet Jackson.

## Discografie

### Albums
| Album met eventuele hitnotering(en) in de Nederlandse Album Top 100 | Datum van verschijnen | Datum van binnenkomst | Hoogste positie | Aantal weken | Opmerkingen   |
| ------------------------------------------------------------------- | --------------------- | --------------------- | --------------- | ------------ | ------------- |
| 12 Soulful nights of Christmas                                      | 22-10-1996            | -                     |                 |              | Verzamelalbum |
| Life in 1472                                                        | 21-07-1998            | 29-08-1998            | 77              | 9            |               |
| Instructions                                                        | 30-10-2001            | -                     |                 |              |               |
| Young, fly & flashy, vol. 1                                         | 19-07-2005            | -                     |                 |              | Verzamelalbum |

### Singles
| Single met eventuele hitnotering(en) in de Nederlandse Top 40 | Datum van verschijnen | Datum van binnenkomst | Hoogste positie | Aantal weken | Opmerkingen                                                    |
| ------------------------------------------------------------- | --------------------- | --------------------- | --------------- | ------------ | -------------------------------------------------------------- |
| We just wanna party with you                                  | 1997                  | 18-10-1997            | tip6            | -            | als JD / met Snoop Doggy Dogg                                  |
| With me - Part I                                              | 1998                  | 20-06-1998            | tip13           | -            | als JD / met Destiny's Child / Nr. 87 in de Single Top 100     |
| Sweetheart                                                    | 26-10-1998            | 14-11-1998            | 14              | 6            | als JD / met Mariah Carey / Nr. 22 in de Single Top 100        |
| I've got to have it                                           | 02-05-2000            | 09-09-2000            | tip16           | -            | met Nas & Monica                                               |
| Boomerang                                                     | 2011                  | 12-11-2011            | 34              | 2            | met DJ Felli Fel, Akon & Pitbull / Nr. 55 in de Single Top 100 |

- Biblioteca Nacional de España: XX1053586
- Bibliothèque nationale de France: cb14012062z (data)
- Gemeinsame Normdatei: 133737365
- International Standard Name Identifier: 0000 0000 5921 8881
- Library of Congress Control Number: no97047018
- MusicBrainz: fb75bc76-a50b-4d3a-b060-63092a4c6bbf
- Virtual International Authority File: 3671520
- WorldCat: E39PBJjtb3W7D6b3k88Dctmrv3